# John Patrick Amedori
John Patrick Amedori (Baltimora, 20 aprile 1987) è un attore statunitense.

## Biografia
Ha iniziato la sua attività da bambino, interpretando varie pellicole per il grande schermo, oltre che lavorare in numerose serie televisive.
Tra i ruoli che l'attore ha ricoperto nel corso della sua carriera giovanile, vi è quello di Evan (a 13 anni) nel film The Butterfly Effect.
Insieme ad altri giovani attori quali Jay Baruchel, Michael Angarano e Patrick Fugit ha fatto parte del cast di Quasi famosi, nel 2000 (ha ottenuto il ruolo inviando al direttore del film una videocassetta in cui suonava la chitarra elettrica).
Amedori è anche apparso in diversi spot pubblicitari, realizzando tra l'altro una pubblicità per la Coca-Cola.

## Filmografia parziale

### Cinema
- D Minus, regia di Dave Swuz (1998)
- Unbreakable - Il predestinato (Unbreakable), regia di M. Night Shyamalan (2000)
- Quasi famosi (Almost Famous), regia di Cameron Crowe (2000)
- Incest, regia di Luke Eberl (2002)
- The Butterfly Effect, regia di Eric Bress e J. Mackye Gruber (2004)
- The Good Humor Man, regia di Tenney Fairchild (2005)
- Little Athens, regia di Tom Zuber (2005)
- Love Is the Drug, regia di Elliott Lester (2006)
- Stick It - Sfida e conquista (Stick It), regia di Jessica Bendinger (2006)
- Kara's File, regia di Anne-Sophie Dutoit - cortometraggio (2007)
- TiMER, regia di Jac Schaeffer (2009)
- Questioni di famiglia (The Family Tree), regia di Vivi Friedman (2011)
- Jayne Mansfield's Car - L'ultimo desiderio (Jayne Mansfield's Car), regia di Billy Bob Thornton (2012)
- The Last Stand - L'ultima sfida (The Last Stand), regia di Kim Ji-Woon (2013)
- The Vatican Tapes, regia di Mark Neveldine (2015)

### Televisione
- Law & Order - I due volti della giustizia (Law & Order) - serie TV, episodio 11x24 (2001)
- Still Standing - serie TV, episodio 2x01 (2003)
- Joan of Arcadia - serie TV, episodio 2x03 (2004)
- Dr. House - Medical Division (House, M.D.) - serie TV, episodio 1x08 (2005)
- Mrs. Harris, regia di Phyllis Nagy - film TV (2005)
- Ghost Whisperer - Presenze (Ghost Whisperer) - serie TV, episodio 1x06 (2005)
- Nip/Tuck - serie TV, episodio 3x08 (2005)
- Law & Order - Unità vittime speciali (Law & Order: Special Victims Unit) - serie TV, episodio 7x09 (2005)
- Vanished - serie TV, 13 episodi (2006)
- Numb3rs - serie TV, episodio 3x12 (2007)
- CSI: NY - serie TV, episodio 3x22 (2007)
- Gossip Girl - serie TV, 6 episodi (2008)
- Hindsight serie TV, 10 episodi (2015)
- Aquarius - serie TV, 2 episodi (2016)
- Criminal Minds - serie TV, episodio 8x13 (2017)
- Dear White People – serie TV, 40 episodi (2017-2021)
- The Good Doctor - serie TV, episodi 2x07-3x17-3x18 (2018-2020)
- Three Women – serie TV, 4 episodi (2024)

## Doppiatori italiani
Nelle versioni in italiano delle opere in cui ha recitato, John Patrick Amedori è stato doppiato da:
- Stefano Onofri in CSI - Scena del crimine, The Last Stand - L'ultima sfida
- Paolo Vivio in Dr. House - Medical Division, The Good Doctor (ep. 3x17-18)
- Emiliano Coltorti in Ghost Whisperer - Presenze, Gossip Girl
- Angelo Evangelista in Still Standing
- Gabriele Patriarca in The Butterfly Effect
- Luigi Morville in Stick It - Sfida e conquista
- Daniele Raffaeli in Vanished
- Fabrizio De Flaviis in CSI: NY
- Flavio Aquilone in The Vatican Tapes
- Daniele Giuliani in Aquarius
- Luca Ghignone in Dear White People
- Gabriele Sabatini in The Good Doctor (ep. 2x07)